# Formule 1 in 1997

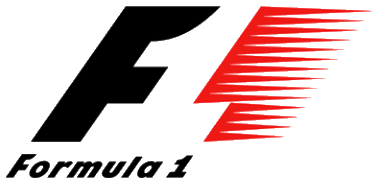
Formule 1 logo

Het Formule 1-seizoen 1997 was het 48ste FIA Formula One World Championship seizoen. Het begon op 9 maart en eindigde op 26 oktober na zeventien races.
Jacques Villeneuve won de wereldtitel na een duel met Michael Schumacher. Door een incident in de Grand Prix van Europa werd Schumacher gediskwalificeerd: hij verloor zijn tweede plaats in het kampioenschap maar behield zijn punten en overwinningen.
Regerend wereldkampioen Damon Hill ging bij het kleine Arrows rijden.
Drie nieuwe teams maakten hun intrede: Prost Grand Prix verving Ligier, Lola F1 en Stewart Grand Prix maakten hun debuut met steun van Ford.
Nadat in de jaren 1992-1996 alle teams met Goodyear-banden reden, leverde Bridgestone in het seizoen 1997 de banden aan de teams van Arrows, Lola, Minardi, Prost en Stewart, terwijl Goodyear de banden aan de teams van Benneton, Ferrari, Jordan, McLaren, Sauber, Tyrrell en Williams leverde.

## Kalender

Landen die in 1997 een Grand Prix organiseerden zijn getoond in het groen, voormalige organiserende landen zijn getoond in het donkergrijs.

| GP nr. | Ronde | Grand Prix              | Circuit                        | Plaats                    | Datum        |
| ------ | ----- | ----------------------- | ------------------------------ | ------------------------- | ------------ |
| 598    | 1     | GP van Australië        | Albert Park Street Circuit     | Melbourne                 | 9 maart      |
| 599    | 2     | GP van Brazilië         | Autódromo José Carlos Pace     | São Paulo                 | 30 maart     |
| 600    | 3     | GP van Argentinië       | Autódromo Oscar Alfredo Gálvez | Buenos Aires              | 13 april     |
| 601    | 4     | GP van San Marino       | Autodromo Enzo e Dino Ferrari  | Imola                     | 27 april     |
| 602    | 5     | GP van Monaco           | Circuit de Monaco              | Monte Carlo               | 11 mei       |
| 603    | 6     | GP van Spanje           | Circuit de Barcelona-Catalunya | Montmeló                  | 25 mei       |
| 604    | 7     | GP van Canada           | Circuit Gilles Villeneuve      | Montreal (Quebec)         | 15 juni      |
| 605    | 8     | GP van Frankrijk        | Circuit de Nevers Magny-Cours  | Magny-Cours               | 29 juni      |
| 606    | 9     | GP van Groot-Brittannië | Silverstone Circuit            | Silverstone               | 13 juli      |
| 607    | 10    | GP van Duitsland        | Hockenheimring                 | Hockenheim                | 27 juli      |
| 608    | 11    | GP van Hongarije        | Hungaroring                    | Mogyoród                  | 10 augustus  |
| 609    | 12    | GP van België           | Circuit de Spa-Francorchamps   | Stavelot                  | 24 augustus  |
| 610    | 13    | GP van Italië           | Autodromo Nazionale Monza      | Monza                     | 7 september  |
| 611    | 14    | GP van Oostenrijk       | A1 Ring                        | Spielberg bei Knittelfeld | 21 september |
| 612    | 15    | GP van Luxemburg        | Nürburgring GP-Strecke         | Nürburg                   | 28 september |
| 613    | 16    | GP van Japan            | Circuit Suzuka                 | Suzuka                    | 12 oktober   |
| 614    | 17    | GP van Europa           | Circuito Permanente de Jerez   | Jerez de la Frontera      | 26 oktober   |

### Kalenderwijzigingen in 1997
- Na een afwezigheid van 10 jaar keerde de Grand Prix van Oostenrijk terug op de kalender.
- De Grand Prix van Europa werd verplaatst naar het najaar en tevens van de Nürburgring GP-Strecke in Duitsland naar het Spaanse Circuito Permanente de Jerez.
- De Grand Prix van Luxemburg stond voor het eerst op de kalender en werd verreden op de Nürburgring GP-Strecke.

### Afgelast
De Grand Prix van Portugal, gepland voor 26 oktober op het circuit van Estoril, werd afgelast omdat de eigenaar van het circuit geen geld wilde steken in verbeteringen aan het circuit. De Portugese staat nam het circuit over maar was er niet in geslaagd het circuit op tijd veiliger te maken. De Grand Prix werd vervangen door de Grand Prix van Europa in Jerez, Spanje.
| Ronde | Grand Prix      | Circuit              | Plaats  | Originele datum |
| ----- | --------------- | -------------------- | ------- | --------------- |
| 17    | GP van Portugal | Autódromo do Estoril | Estoril | 26 oktober      |

## Ingeschreven teams en coureurs
De volgende teams en coureurs namen deel aan het 'FIA Wereldkampioenschap F1' 1997.
| Inschrijving                            | Constructeur      | Chassis | Motor                                   | Banden | Nr. | Coureur               | Ronde      |
| --------------------------------------- | ----------------- | ------- | --------------------------------------- | ------ | --- | --------------------- | ---------- |
| Danka Arrows Yamaha                     | Arrows-Yamaha     | A18     | Yamaha OX11C/D V10                      | B      | 1   | Damon Hill            | Alle       |
| Danka Arrows Yamaha                     | Arrows-Yamaha     | A18     | Yamaha OX11C/D V10                      | B      | 2   | Pedro Diniz           | Alle       |
| Rothmans Williams Renault               | Williams-Renault  | FW19    | Renault RS9 V10 Renault RS9B V10        | G      | 3   | Jacques Villeneuve    | Alle       |
| Rothmans Williams Renault               | Williams-Renault  | FW19    | Renault RS9 V10 Renault RS9B V10        | G      | 4   | Heinz-Harald Frentzen | Alle       |
| Scuderia Ferrari Marlboro               | Ferrari           | F310B   | Ferrari 046/2 V10                       | G      | 5   | Michael Schumacher    | Alle       |
| Scuderia Ferrari Marlboro               | Ferrari           | F310B   | Ferrari 046/2 V10                       | G      | 6   | Eddie Irvine          | Alle       |
| Mild Seven Benetton Renault             | Benetton-Renault  | B197    | Renault RS9 V10 Renault RS9B V10        | G      | 7   | Jean Alesi            | Alle       |
| Mild Seven Benetton Renault             | Benetton-Renault  | B197    | Renault RS9 V10 Renault RS9B V10        | G      | 8   | Gerhard Berger        | 1–6, 10–17 |
| Mild Seven Benetton Renault             | Benetton-Renault  | B197    | Renault RS9 V10 Renault RS9B V10        | G      | 8   | Alexander Wurz        | 7–9        |
| West McLaren Mercedes                   | McLaren-Mercedes  | MP4/12  | Mercedes FO110E V10 Mercedes FO110F V10 | G      | 9   | Mika Häkkinen         | Alle       |
| West McLaren Mercedes                   | McLaren-Mercedes  | MP4/12  | Mercedes FO110E V10 Mercedes FO110F V10 | G      | 10  | David Coulthard       | Alle       |
| Benson & Hedges Jordan Peugeot          | Jordan-Peugeot    | 197     | Peugeot A14 V10                         | G      | 11  | Ralf Schumacher       | Alle       |
| Benson & Hedges Jordan Peugeot          | Jordan-Peugeot    | 197     | Peugeot A14 V10                         | G      | 12  | Giancarlo Fisichella  | Alle       |
| Prost Gauloises Blondes                 | Prost-Mugen-Honda | JS45    | Mugen-Honda MF-301HB V10                | B      | 14  | Olivier Panis         | 1–7, 15–17 |
| Prost Gauloises Blondes                 | Prost-Mugen-Honda | JS45    | Mugen-Honda MF-301HB V10                | B      | 14  | Jarno Trulli          | 8–14       |
| Prost Gauloises Blondes                 | Prost-Mugen-Honda | JS45    | Mugen-Honda MF-301HB V10                | B      | 15  | Shinji Nakano         | Alle       |
| Red Bull Sauber Petronas                | Sauber-Petronas   | C16     | Petronas SPE-01 V10                     | G      | 16  | Johnny Herbert        | Alle       |
| Red Bull Sauber Petronas                | Sauber-Petronas   | C16     | Petronas SPE-01 V10                     | G      | 17  | Nicola Larini         | 1–5        |
| Red Bull Sauber Petronas                | Sauber-Petronas   | C16     | Petronas SPE-01 V10                     | G      | 17  | Gianni Morbidelli     | 6–7, 11–16 |
| Red Bull Sauber Petronas                | Sauber-Petronas   | C16     | Petronas SPE-01 V10                     | G      | 17  | Norberto Fontana      | 8–10, 17   |
| PIAA Tyrrell Ford                       | Tyrrell-Ford      | 025     | Ford ED4 V8 Ford ED5 V8                 | G      | 18  | Jos Verstappen        | Alle       |
| PIAA Tyrrell Ford                       | Tyrrell-Ford      | 025     | Ford ED4 V8 Ford ED5 V8                 | G      | 19  | Mika Salo             | Alle       |
| Minardi Team                            | Minardi-Hart      | M197    | Hart 830 AV7 V8                         | B      | 20  | Ukyo Katayama         | Alle       |
| Minardi Team                            | Minardi-Hart      | M197    | Hart 830 AV7 V8                         | B      | 21  | Jarno Trulli          | 1–7        |
| Minardi Team                            | Minardi-Hart      | M197    | Hart 830 AV7 V8                         | B      | 21  | Tarso Marques         | 8–17       |
| HSBC Malaysia Stewart Ford              | Stewart-Ford      | SF01    | Ford VJ Zetec-R V10                     | B      | 22  | Rubens Barrichello    | Alle       |
| HSBC Malaysia Stewart Ford              | Stewart-Ford      | SF01    | Ford VJ Zetec-R V10                     | B      | 23  | Jan Magnussen         | Alle       |
| MasterCard Lola Formula One Racing Team | Lola-Ford         | T97/30  | Ford ECA Zetec-R V8                     | B      | 24  | Vincenzo Sospiri      | 1          |
| MasterCard Lola Formula One Racing Team | Lola-Ford         | T97/30  | Ford ECA Zetec-R V8                     | B      | 25  | Ricardo Rosset        | 1          |

## Resultaten en klassement

### Grands Prix
| Ronde | Grand Prix              | Poleposition          | Snelste ronde         | Winnende coureur      | Winnende constructeur | Banden | Verslag |
| ----- | ----------------------- | --------------------- | --------------------- | --------------------- | --------------------- | ------ | ------- |
| 1     | GP van Australië        | Jacques Villeneuve    | Heinz-Harald Frentzen | David Coulthard       | McLaren-Mercedes      | G      | Verslag |
| 2     | GP van Brazilië         | Jacques Villeneuve    | Jacques Villeneuve    | Jacques Villeneuve    | Williams-Renault      | G      | Verslag |
| 3     | GP van Argentinië       | Jacques Villeneuve    | Gerhard Berger        | Jacques Villeneuve    | Williams-Renault      | G      | Verslag |
| 4     | GP van San Marino       | Jacques Villeneuve    | Heinz-Harald Frentzen | Heinz-Harald Frentzen | Williams-Renault      | G      | Verslag |
| 5     | GP van Monaco           | Heinz-Harald Frentzen | Michael Schumacher    | Michael Schumacher    | Ferrari               | G      | Verslag |
| 6     | GP van Spanje           | Jacques Villeneuve    | Giancarlo Fisichella  | Jacques Villeneuve    | Williams-Renault      | G      | Verslag |
| 7     | GP van Canada           | Michael Schumacher    | David Coulthard       | Michael Schumacher    | Ferrari               | G      | Verslag |
| 8     | GP van Frankrijk        | Michael Schumacher    | Michael Schumacher    | Michael Schumacher    | Ferrari               | G      | Verslag |
| 9     | GP van Groot-Brittannië | Jacques Villeneuve    | Michael Schumacher    | Jacques Villeneuve    | Williams-Renault      | G      | Verslag |
| 10    | GP van Duitsland        | Gerhard Berger        | Gerhard Berger        | Gerhard Berger        | Benetton-Renault      | G      | Verslag |
| 11    | GP van Hongarije        | Michael Schumacher    | Heinz-Harald Frentzen | Jacques Villeneuve    | Williams-Renault      | G      | Verslag |
| 12    | GP van België           | Jacques Villeneuve    | Jacques Villeneuve    | Michael Schumacher    | Ferrari               | G      | Verslag |
| 13    | GP van Italië           | Jean Alesi            | Mika Häkkinen         | David Coulthard       | McLaren-Mercedes      | G      | Verslag |
| 14    | GP van Oostenrijk       | Jacques Villeneuve    | Jacques Villeneuve    | Jacques Villeneuve    | Williams-Renault      | G      | Verslag |
| 15    | GP van Luxemburg        | Mika Häkkinen         | Heinz-Harald Frentzen | Jacques Villeneuve    | Williams-Renault      | G      | Verslag |
| 16    | GP van Japan            | Jacques Villeneuve    | Heinz-Harald Frentzen | Michael Schumacher    | Ferrari               | G      | Verslag |
| 17    | GP van Europa           | Jacques Villeneuve    | Heinz-Harald Frentzen | Mika Häkkinen         | McLaren-Mercedes      | G      | Verslag |

### Puntentelling
Punten worden toegekend aan de top zes geklasseerde coureurs. 
| Positie | 01e0 | 02e0 | 03e0 | 04e0 | 05e0 | 06e0 |
| Punten  | 10   | 6    | 4    | 3    | 2    | 1    |

### Klassement bij de coureurs
| Pos. | Nr.             | Coureur               | Grands Prix | Grands Prix | Grands Prix | Grands Prix | Grands Prix | Grands Prix | Grands Prix | Grands Prix | Grands Prix | Grands Prix | Grands Prix | Grands Prix | Grands Prix | Grands Prix | Grands Prix | Grands Prix | Grands Prix | Punten |
| Pos. | Nr.             | Coureur               | AUS         | BRA         | ARG         | SMR         | MON         | SPA         | CAN         | FRA         | GBR         | DUI         | HON         | BEL         | ITA         | OOS         | LUX         | JPN         | EUR         | Punten |
| ---- | --------------- | --------------------- | ----------- | ----------- | ----------- | ----------- | ----------- | ----------- | ----------- | ----------- | ----------- | ----------- | ----------- | ----------- | ----------- | ----------- | ----------- | ----------- | ----------- | ------ |
| 1    | 3               | Jacques Villeneuve    | DNFP        | 1PS0        | 1P          | DNFP        | DNF         | 1P          | DNF         | 4           | 1P          | DNF         | 1           | 5PS0        | 5           | 1PS0        | 1           | DSQP        | 3P          | 81     |
| 2    | 4               | Heinz-Harald Frentzen | 8S†         | 9           | DNF         | 1S          | DNFP        | 8           | 4           | 2           | DNF         | DNF         | DNFS        | 3           | 3           | 3           | 3S          | 2S          | 6S          | 42     |
| 3    | 10              | David Coulthard       | 1           | 10          | DNF         | DNF         | DNF         | 6           | 7S          | 7†          | 4           | DNF         | DNF         | DNF         | 1           | 2           | DNF         | 10†         | 2           | 36     |
| 4    | 7               | Jean Alesi            | DNF         | 6           | 7           | 5           | DNF         | 3           | 2           | 5           | 2           | 6           | 11          | 8           | 2P          | DNF         | 2           | 5           | 13          | 36     |
| 5    | 8               | Gerhard Berger        | 4           | 2           | 6S          | DNF         | 9           | 10          |             |             |             | 1PS0        | 8           | 6           | 7           | 10          | 4           | 8           | 4           | 27     |
| 6    | 9               | Mika Häkkinen         | 3           | 4           | 5           | 6           | DNF         | 7           | DNF         | DNF         | DNF         | 3           | DNF         | DSQ         | 9S          | DNF         | DNFP        | 4           | 1           | 27     |
| 7    | 6               | Eddie Irvine          | DNF         | 16          | 2           | 3           | 3           | 12          | DNF         | 3           | DNF         | DNF         | 9†          | 10†         | 8           | DNF         | DNF         | 3           | 5           | 24     |
| 8    | 12              | Giancarlo Fisichella  | DNF         | 8           | DNF         | 4           | 6           | 9S          | 3           | 9           | 7           | 11          | DNF         | 2           | 4           | 4           | DNF         | 7           | 11          | 20     |
| 9    | 14              | Olivier Panis         | 5           | 3           | DNF         | 8           | 4           | 2           | 11†         |             |             |             |             |             |             |             | 6           | DNF         | 7           | 16     |
| 10   | 16              | Johnny Herbert        | DNF         | 7           | 4           | DNF         | DNF         | 5           | 5           | 8           | DNF         | DNF         | 3           | 4           | DNF         | 8           | 7           | 6           | 8           | 15     |
| 11   | 11              | Ralf Schumacher       | DNF         | DNF         | 3           | DNF         | DNF         | DNF         | DNF         | 6           | 5           | 5           | 5           | DNF         | DNF         | 5           | DNF         | 9           | DNF         | 13     |
| 12   | 1               | Damon Hill            | DNS         | 17†         | DNF         | DNF         | DNF         | DNF         | 9           | 12          | 6           | 8           | 2           | 13†         | DNF         | 7           | 8           | 11          | DNF         | 7      |
| 13   | 22              | Rubens Barrichello    | DNF         | DNF         | DNF         | DNF         | 2           | DNF         | DNF         | DNF         | DNF         | DNF         | DNF         | DNF         | 13          | 14†         | DNF         | DNF         | DNF         | 6      |
| 14   | 8               | Alexander Wurz        |             |             |             |             |             |             | DNF         | DNF         | 3           |             |             |             |             |             |             |             |             | 4      |
| 15   | 21 (7x) 14 (7x) | Jarno Trulli          | 9           | 12          | 9           | DNF         | DNF         | 15          | DNF         | 10          | 8           | 4           | 7           | 15          | 10          | DNF         |             |             |             | 3      |
| 16   | 2               | Pedro Diniz           | 10          | DNF         | DNF         | DNF         | DNF         | DNF         | 8           | DNF         | DNF         | DNF         | DNF         | 7           | DNF         | 13†         | 5           | 12          | DNF         | 2      |
| 17   | 19              | Mika Salo             | DNF         | 13          | 8           | 9           | 5           | DNF         | DNF         | DNF         | DNF         | DNF         | 13          | 11          | DNF         | DNF         | 10          | DNF         | 12          | 2      |
| 18   | 15              | Shinji Nakano         | 7           | 14          | DNF         | DNF         | DNF         | DNF         | 6           | DNF         | 11†         | 7           | 6           | DNF         | 11          | DNF         | DNF         | DNF         | 10          | 2      |
| 19   | 17              | Nicola Larini         | 6           | 11          | DNF         | 7           | DNF         |             |             |             |             |             |             |             |             |             |             |             |             | 1      |
| 20   | 23              | Jan Magnussen         | DNF         | DNS         | 10†         | DNF         | 7           | 13          | DNF         | DNF         | DNF         | DNF         | DNF         | 12          | DNF         | DNF         | DNF         | DNF         | 9           | 0      |
| 21   | 18              | Jos Verstappen        | DNF         | 15          | DNF         | 10          | 8           | 11          | DNF         | DNF         | DNF         | 10          | DNF         | DNF         | DNF         | 12          | DNF         | 13          | 16          | 0      |
| 22   | 17              | Gianni Morbidelli     |             |             |             |             |             | 14          | 10          |             |             |             | DNF         | 9           | 12          | 9           | 9           | DNS         |             | 0      |
| 23   | 17              | Norberto Fontana      |             |             |             |             |             |             |             | DNF         | 9           | 9           |             |             |             |             |             |             | 14          | 0      |
| 24   | 20              | Ukyo Katayama         | DNF         | 18          | DNF         | 11          | 10          | DNF         | DNF         | 11          | DNF         | DNF         | 10          | 14†         | DNF         | 11          | DNF         | DNF         | 17          | 0      |
| 25   | 21              | Tarso Marques         |             |             |             |             |             |             |             | DNF         | 10          | DNF         | 12          | DNF         | 14          | EX          | DNF         | DNF         | 15          | 0      |
| 26   | 24              | Vincenzo Sospiri      | DNQ         |             |             |             |             |             |             |             |             |             |             |             |             |             |             |             |             | 0      |
| —    | 25              | Ricardo Rosset        | DNQ         |             |             |             |             |             |             |             |             |             |             |             |             |             |             |             |             | 0      |
| DSQ  | 5               | Michael Schumacher    | 2           | 5           | DNF         | 2           | 1S          | 4           | 1P          | 1PS0        | DNFS        | 2           | 4P          | 1           | 6           | 6           | DNF         | 1           | DNF         | 78*    |
| Pos. | Nr.             | Coureur               | AUS         | BRA         | ARG         | SMR         | MON         | SPA         | CAN         | FRA         | GBR         | DUI         | HON         | BEL         | ITA         | OOS         | LUX         | JPN         | EUR         | Punten |
| Pos. | Nr.             | Coureur               | Grands Prix |             |             |             |             |             |             |             |             |             |             |             |             |             |             |             |             | Punten |

| Resultaat                       |
| ------------------------------- |
| Winnaar                         |
| Tweede plaats                   |
| Derde plaats                    |
| Gefinisht (punten behaald)      |
| Gefinisht (geen punten behaald) |
| Niet geklasseerd (NC)           |
| Uitgevallen (DNF)               |
| Niet gekwalificeerd (DNQ)       |
| Gediskwalificeerd (DSQ)         |
| Niet gestart (DNS)              |
| Gewond (INJ)                    |
| Uitgesloten (EX)                |
| Teruggetrokken (WD)             |
| Niet deelgenomen (blanco cel)   |
| P Pole position                 |
| S Snelste ronde                 |

† — Coureur is niet gefinisht in de GP, maar heeft wel 90% van de race-afstand afgelegd, waardoor hij als geklasseerd genoteerd staat.

* Michael Schumacher werd gediskwalificeerd in het kampioenschap omdat hij in de laatste race van het seizoen Jacques Villeneuve wilde uitschakelen door een ongeluk te veroorzaken om zo de wereldtitel voor zichzelf te kunnen opeisen. Bij deze actie was Schumacher zelf het grootste slachtoffer, hij belandde in de grindbak naast de baan en slaagde er niet in om terug de baan op te rijden en de race te vervolgen. De derde plaats die Villeneuve behaalde was voor de Canadees genoeg voor de wereldtitel, maar Schumacher werd geschrapt uit de eindrangschikking dat jaar. Wel behield hij al zijn overwinningen. Door het schrappen van Schumacher eindigde Heinz-Harald Frentzen als tweede in het klassement met een achterstand van 39 punten.

### Klassement bij de constructeurs
| Pos. | Constructeur      | Nr. | Grands Prix | Grands Prix | Grands Prix | Grands Prix | Grands Prix | Grands Prix | Grands Prix | Grands Prix | Grands Prix | Grands Prix | Grands Prix | Grands Prix | Grands Prix | Grands Prix | Grands Prix | Grands Prix | Grands Prix | Punten |
| Pos. | Constructeur      | Nr. | AUS         | BRA         | ARG         | SMR         | MON         | SPA         | CAN         | FRA         | GBR         | DUI         | HON         | BEL         | ITA         | OOS         | LUX         | JPN         | EUR         | Punten |
| ---- | ----------------- | --- | ----------- | ----------- | ----------- | ----------- | ----------- | ----------- | ----------- | ----------- | ----------- | ----------- | ----------- | ----------- | ----------- | ----------- | ----------- | ----------- | ----------- | ------ |
| 1    | Williams-Renault  | 3   | DNFP        | 1PS0        | 1P          | DNFP        | DNF         | 1P          | DNF         | 4           | 1P          | DNF         | 1           | 5PS0        | 5           | 1PS0        | 1           | DSQP        | 3P          | 123    |
| 1    | Williams-Renault  | 4   | 8S†         | 9           | DNF         | 1S          | DNFP        | 8           | 4           | 2           | DNF         | DNF         | DNFS        | 3           | 3           | 3           | 3S          | 2S          | 6S          | 123    |
| 2    | Ferrari           | 5   | 2           | 5           | DNF         | 2           | 1S          | 4           | 1P          | 1PS0        | DNFS        | 2           | 4P          | 1           | 6           | 6           | DNF         | 1           | DNF         | 102    |
| 2    | Ferrari           | 6   | DNF         | 16          | 2           | 3           | 3           | 12          | DNF         | 3           | DNF         | DNF         | 9†          | 10†         | 8           | DNF         | DNF         | 3           | 5           | 102    |
| 3    | Benetton-Renault  | 7   | DNF         | 6           | 7           | 5           | DNF         | 3           | 2           | 5           | 2           | 6           | 11          | 8           | 2P          | DNF         | 2           | 5           | 13          | 67     |
| 3    | Benetton-Renault  | 8   | 4           | 2           | 6S          | DNF         | 9           | 10          | DNF         | DNF         | 3           | 1PS0        | 8           | 6           | 7           | 10          | 4           | 8           | 4           | 67     |
| 4    | McLaren-Mercedes  | 9   | 3           | 4           | 5           | 6           | DNF         | 7           | DNF         | DNF         | DNF         | 3           | DNF         | DSQ         | 9S          | DNF         | DNFP        | 4           | 1           | 63     |
| 4    | McLaren-Mercedes  | 10  | 1           | 10          | DNF         | DNF         | DNF         | 6           | 7S          | 7†          | 4           | DNF         | DNF         | DNF         | 1           | 2           | DNF         | 10†         | 2           | 63     |
| 5    | Jordan-Peugeot    | 11  | DNF         | DNF         | 3           | DNF         | DNF         | DNF         | DNF         | 6           | 5           | 5           | 5           | DNF         | DNF         | 5           | DNF         | 9           | DNF         | 33     |
| 5    | Jordan-Peugeot    | 12  | DNF         | 8           | DNF         | 4           | 6           | 9S          | 3           | 9           | 7           | 11          | DNF         | 2           | 4           | 4           | DNF         | 7           | 11          | 33     |
| 6    | Prost-Mugen-Honda | 14  | 5           | 3           | DNF         | 8           | 4           | 2           | 11†         | 10          | 8           | 4           | 7           | 15          | 10          | DNF         | 6           | DNF         | 7           | 21     |
| 6    | Prost-Mugen-Honda | 15  | 7           | 14          | DNF         | DNF         | DNF         | DNF         | 6           | DNF         | 11†         | 7           | 6           | DNF         | 11          | DNF         | DNF         | DNF         | 10          | 21     |
| 7    | Sauber-Petronas   | 16  | DNF         | 7           | 4           | DNF         | DNF         | 5           | 5           | 8           | DNF         | DNF         | 3           | 4           | DNF         | 8           | 7           | 6           | 8           | 16     |
| 7    | Sauber-Petronas   | 17  | 6           | 11          | DNF         | 7           | DNF         | 14          | 10          | DNF         | 9           | 9           | DNF         | 9           | 12          | 9           | 9           | DNS         | 14          | 16     |
| 8    | Arrows-Yamaha     | 1   | DNS         | 17†         | DNF         | DNF         | DNF         | DNF         | 9           | 12          | 6           | 8           | 2           | 13†         | DNF         | 7           | 8           | 11          | DNF         | 9      |
| 8    | Arrows-Yamaha     | 2   | 10          | DNF         | DNF         | DNF         | DNF         | DNF         | 8           | DNF         | DNF         | DNF         | DNF         | 7           | DNF         | 13†         | 5           | 12          | DNF         | 9      |
| 9    | Stewart-Ford      | 22  | DNF         | DNF         | DNF         | DNF         | 2           | DNF         | DNF         | DNF         | DNF         | DNF         | DNF         | DNF         | 13          | 14†         | DNF         | DNF         | DNF         | 6      |
| 9    | Stewart-Ford      | 23  | DNF         | DNS         | 10†         | DNF         | 7           | 13          | DNF         | DNF         | DNF         | DNF         | DNF         | 12          | DNF         | DNF         | DNF         | DNF         | 9           | 6      |
| 10   | Tyrrell-Ford      | 18  | DNF         | 15          | DNF         | 10          | 8           | 11          | DNF         | DNF         | DNF         | 10          | DNF         | DNF         | DNF         | 12          | DNF         | 13          | 16          | 2      |
| 10   | Tyrrell-Ford      | 19  | DNF         | 13          | 8           | 9           | 5           | DNF         | DNF         | DNF         | DNF         | DNF         | 13          | 11          | DNF         | DNF         | 10          | DNF         | 12          | 2      |
| 11   | Minardi-Hart      | 20  | DNF         | 18          | DNF         | 11          | 10          | DNF         | DNF         | 11          | DNF         | DNF         | 10          | 14†         | DNF         | 11          | DNF         | DNF         | 17          | 0      |
| 11   | Minardi-Hart      | 21  | 9           | 12          | 9           | DNF         | DNF         | 15          | DNF         | DNF         | 10          | DNF         | 12          | DNF         | 14          | EX          | DNF         | DNF         | 15          | 0      |
| —    | Lola-Ford         | 24  | DNQ         |             |             |             |             |             |             |             |             |             |             |             |             |             |             |             |             | 0      |
| —    | Lola-Ford         | 25  | DNQ         |             |             |             |             |             |             |             |             |             |             |             |             |             |             |             |             | 0      |
| Pos. | Constructeur      | Nr. | AUS         | BRA         | ARG         | SMR         | MON         | SPA         | CAN         | FRA         | GBR         | DUI         | HON         | BEL         | ITA         | OOS         | LUX         | JPN         | EUR         | Punten |
| Pos. | Constructeur      | Nr. | Grands Prix |             |             |             |             |             |             |             |             |             |             |             |             |             |             |             |             | Punten |

| Resultaat                       |
| ------------------------------- |
| Winnaar                         |
| Tweede plaats                   |
| Derde plaats                    |
| Gefinisht (punten behaald)      |
| Gefinisht (geen punten behaald) |
| Niet geklasseerd (NC)           |
| Uitgevallen (DNF)               |
| Niet gekwalificeerd (DNQ)       |
| Gediskwalificeerd (DSQ)         |
| Niet gestart (DNS)              |
| Gewond (INJ)                    |
| Uitgesloten (EX)                |
| Teruggetrokken (WD)             |
| Niet deelgenomen (blanco cel)   |
| P Pole position                 |
| S Snelste ronde                 |

† — Coureur is niet gefinisht in de GP, maar heeft wel 90% van de race-afstand afgelegd, waardoor hij als geklasseerd genoteerd staat.
1950 · 1951 · 1952 · 1953 · 1954 · 1955 · 1956 · 1957 · 1958 · 1959 · 1960 · 1961 · 1962 · 1963 · 1964 · 1965 · 1966 · 1967 · 1968 · 1969 · 1970 · 1971 · 1972 · 1973 · 1974 · 1975 · 1976 · 1977 · 1978 · 1979 · 1980 · 1981 · 1982 · 1983 · 1984 · 1985 · 1986 · 1987 · 1988 · 1989 · 1990 · 1991 · 1992 · 1993 · 1994 · 1995 · 1996 · 1997 · 1998 · 1999 · 2000 · 2001 · 2002 · 2003 · 2004 · 2005 · 2006 · 2007 · 2008 · 2009 · 2010 · 2011 · 2012 · 2013 · 2014 · 2015 · 2016 · 2017 · 2018 · 2019 · 2020 · 2021 · 2022 · 2023 · 2024 · 2025 · 2026 
 Lijst van Formule 1 Grand Prix-wedstrijden